# Acefilina
Acefilina (łac. acefyllinum) – wielofunkcyjny organiczny związek chemiczny, karboksymetylowa pochodna teofiliny, stosowana w połączeniu z piperazyną w leczeniu astmy oskrzelowej oraz jako lek rozszerzający oskrzela, lek pobudzający układ sercowo-naczyniowy i lek moczopędny.